# 廣播金鐘獎兒童節目主持人獎得獎列表
廣播金鐘獎兒童節目主持人獎是由文化部影視及流行音樂產業局在臺灣舉辦的現行頒發獎項。

## 歷屆得獎暨入圍名單
|  | 獲獎者 |

### 兒童節目主持人獎（第38屆～第39屆）
| 年度 （屆數）   | 廣播作品                                                         |
| --------------- | ---------------------------------------------------------------- |
| 2003 （第38屆） | 許斐絮(絮子姊姊)／《神奇魔法書》／漢聲廣播電台高雄台             |
| 2003 （第38屆） | 方翔／《生活魔法師》／正聲廣播公司                               |
| 2003 （第38屆） | 林錦慧(林利)／《小蕃薯列車》／高雄廣播電臺                       |
| 2003 （第38屆） | 林香君(Candy)／《晚安小寶貝》／漢聲廣播電台花蓮台                |
| 2003 （第38屆） | 穆景良(小風哥)、傅靖珺(布丁姊)／《各位同學大家好》／正聲廣播公司 |
| 2004 （第39屆） | 邱佩轝／《音樂開門之兒童床邊音樂故事》／台北愛樂                 |
| 2004 （第39屆） | 許斐絮（絮子姊姊）／《兒童樂園》／漢聲高雄台                     |
| 2004 （第39屆） | 徐豫梅 （徐凡）／《快樂兒童》／復興台北台                        |
| 2004 （第39屆） | 吳逸芳／《音樂塗鴉國》／台北愛樂                                 |
| 2004 （第39屆） | 曾智寧／《音樂精靈圖書館》／大新竹電台                           |

### 兒童少年節目節目主持人獎（第44屆～第45屆）
| 年度 （屆數）   | 廣播作品                                                                         |
| --------------- | -------------------------------------------------------------------------------- |
| 2009 （第44屆） | 史麥麗婆婆(陳惠芳)、漢堡哥哥、布丁姐姐／《當我們童在一起》／財團法人中央廣播電臺 |
| 2009 （第44屆） | 方翔／《小手牽大手》／正聲廣播股份有限公司臺北調頻廣播電臺                       |
| 2009 （第44屆） | 亞喬姐姐(彭亞喬)、彥如姐姐(陳彥如)／《童話夢工廠》／環宇廣播事業股份有限公司     |
| 2009 （第44屆） | 瑩瑩(鄒瑩瑩)／《生命小太陽》／正聲廣播股份有限公司臺北調頻廣播電臺               |
| 2009 （第44屆） | 燕子(賴素燕)／《少年哈科學》／國立教育廣播電臺                                   |
| 2010 （第45屆） | 小茱姐姐【施賢琴】／《嗚哩哇啦尋寶隊》／國立教育廣播電臺彰化分臺                 |
| 2010 （第45屆） | 王秀芳、馮羿錡、馮羿樺／《親子不打烊》／財團法人慈濟傳播人文志業基金會           |
| 2010 （第45屆） | 方翔／《小手牽大手》／正聲廣播股份有限公司臺北調頻廣播電臺                       |
| 2010 （第45屆） | 林利【林錦慧】／《小蕃薯列車》／高雄廣播電臺                                     |
| 2010 （第45屆） | 瑩瑩【鄒瑩瑩】／《生命小太陽》／正聲廣播股份有限公司臺北廣播電臺                 |

### 兒童節目主持人獎（第46屆～至今）
| 年度 （屆數）   | 廣播作品 |
| --------------- | --- |
| 2011 （第46屆） | 林利【林錦慧】／《小蕃薯列車》／高雄廣播電臺                                                                              |
| 2011 （第46屆） | 大麥哥【蔡文祥】、小米弟【嘎啦優部‧仁傑】／《探險小頭目》／國立教育廣播電臺                                               |
| 2011 （第46屆） | 小茱姐姐【施賢琴】／《嗚哩哇啦尋寶隊》／國立教育廣播電臺彰化分臺                                                          |
| 2011 （第46屆） | 史麥麗婆婆【陳惠芳】、布丁姐姐、漢堡哥哥／《當我們「童」在一起》／財團法人中央廣播電臺                                    |
| 2011 （第46屆） | 幸福精靈【吳沂家】／《健康小精靈》／漢聲廣播電臺臺北總臺                                                                  |
| 2012 （第47屆） | 小茱姐姐【施賢琴】、小福爾【陳正翰】、小摩斯姐【郭孔勳】／《人人都是大明星》／國立教育廣播電臺                            |
| 2012 （第47屆） | 小茱姐姐【施賢琴】、陳正翰／《小腳ㄚ遊世界》／國立教育廣播電臺彰化分臺                                                    |
| 2012 （第47屆） | 王晴、唐陶、小豆芽【劉宇恆】／《陽光小豆芽》／內政部警政署警察廣播電臺臺北總臺                                            |
| 2012 （第47屆） | 幸福精靈【吳沂家】／《健康小精靈》／漢聲廣播電臺臺北總臺                                                                  |
| 2012 （第47屆） | 徐郡秀、方盈【胡悅盈】／《地球，Sorry！Sorry！》／內政部警政署警察廣播電臺高雄臺                                          |
| 2013 （第48屆） | 小茱姐姐【施賢琴】、陳正翰／《我愛福爾摩莎》／國立教育廣播電臺彰化分臺                                                    |
| 2013 （第48屆） | Q媽【譚志薏】／《幸福進行曲》／財團法人中央廣播電臺                                                                       |
| 2013 （第48屆） | 方盈【胡悅盈】、徐郡秀、溫郁琦／《地球，Sorry！Sorry！》／內政部警政署警察廣播電臺高雄臺                                  |
| 2013 （第48屆） | 晴晴姐姐【王晴】、鸚鵡唐唐【唐陶】、小豆芽【劉宇恆】／《有愛大聲唱》／內政部警政署警察廣播電臺宜蘭臺                      |
| 2013 （第48屆） | 幸福精靈【吳沂家】、張雅棋、胡浩量、陳奕宏／《健康小精靈》／漢聲廣播電臺臺北總臺                                          |
| 2014 （第49屆） | 趙自強／《九點強強滾》／台灣全民廣播電台股份有限公司                                                                      |
| 2014 （第49屆） | Q媽【譚志薏】、QQ【林庭筠】／《幸福進行曲》／財團法人中央廣播電臺                                                         |
| 2014 （第49屆） | 小茱姐姐【施賢琴】／《人人都是大明星》／國立教育廣播電臺                                                                  |
| 2014 （第49屆） | 小茱姐姐【施賢琴】／《我愛福爾摩莎》／國立教育廣播電臺彰化分臺                                                            |
| 2014 （第49屆） | 玲玲姐姐【高秀玲】／《音樂˙故事灣》／竹科廣播股份有限公司                                                                 |
| 2015 （第50屆） | 小茱姐姐【施賢琴】／《小偵探看媒體》／國立教育廣播電臺                                                                    |
| 2015 （第50屆） | QQ【林庭筠】、Q媽【譚志薏】／《幸福呼拉圈》／財團法人中央廣播電臺                                                         |
| 2015 （第50屆） | 玲玲姐姐【高秀玲】／《音樂˙故事灣》／竹科廣播股份有限公司                                                                 |
| 2015 （第50屆） | 唐妮【吳文嫦】／《麻吉同學會》／國立教育廣播電臺                                                                          |
| 2015 （第50屆） | 趙自強／《九點強強滾》／台灣全民廣播電台股份有限公司                                                                      |
| 2016 （第51屆） | 趙自強／《九點強強滾》／台灣全民廣播電台股份有限公司                                                                      |
| 2016 （第51屆） | 小茱姐姐【施賢琴】／《賽恩思遊樂園》／國立教育廣播電臺                                                                    |
| 2016 （第51屆） | 小茱姐姐【施賢琴】、顧芸曦／《我的世界好朋友》國立教育廣播電臺／                                                          |
| 2016 （第51屆） | 玲玲姐姐【高秀玲】／《音樂‧故事灣》／竹科廣播股份有限公司                                                                 |
| 2016 （第51屆） | 楊靜、宋玲、楊書棣／《跟我做朋友》／內政部警政署警察廣播電臺                                                              |
| 2017 （第52屆） | 唐妮（吳文嫦）／《麻吉同學會》／國立教育廣播電臺                                                                          |
| 2017 （第52屆） | 小青姐姐（李曉卿）／《音樂‧故事灣》／竹科廣播股份有限公司                                                                 |
| 2017 （第52屆） | 小茱姐姐（施賢琴）／《世界樂來樂好聽》／國立教育廣播電臺                                                                  |
| 2017 （第52屆） | 林利（林錦慧）／《小蕃薯列車》／高雄廣播電臺                                                                              |
| 2018 （第53屆） | 依娜【黃怡馨】、Deborah【李諾亞】／《woosa woosa 小學堂》／內政部警政署警察廣播電臺                                       |
| 2018 （第53屆） | Maruko姐姐=馬路口姐姐【張琦蓁】／《夢想共和國》／臺北廣播電臺                                                             |
| 2018 （第53屆） | 小茱姐姐【施賢琴】、陳詩宓／《世界樂來樂好聽》／國立教育廣播電臺                                                          |
| 2018 （第53屆） | 怡君【陳怡君】／《Good morning小小饕》／復興廣播電臺                                                                      |
| 2018 （第53屆） | 林利【林錦慧】／《小蕃薯列車》／高雄廣播電臺                                                                              |
| 2019 （第54屆） | 依娜【黃怡馨】、Deborah【李諾亞】／《Woosa woosa 小學堂》／內政部警政署警察廣播電臺                                       |
| 2019 （第54屆） | 小茱姊姊【施賢琴】／《i動物進行式》／國立教育廣播電臺                                                                     |
| 2019 （第54屆） | 北原山貓【吳廷宏】、小山貓【吳亦偉】／《大小山貓howa 依呀呼》／財團法人原住民族文化事業基金會                             |
| 2019 （第54屆） | 唐妮、黃立宇、朱韋慈／《酷客科學道館》／國立教育廣播電臺                                                                  |
| 2019 （第54屆） | 張美鳳／《細人仔過家尞》／客家委員會（講客廣播電臺）                                                                      |
| 2020 （第55屆） | 依娜【黃怡馨】、Deborah【李諾亞】／《大腳逛世界》／內政部警政署警察廣播電臺                                               |
| 2020 （第55屆） | 小茱姐姐【施賢琴】／《i動物進行式》／國立教育廣播電臺                                                                     |
| 2020 （第55屆） | 吳廷宏、吳亦偉、吳蔚恩／《唱歌學族語-三貓教你唱 blaq balay》／財團法人原住民族文化事業基金會                              |
| 2020 （第55屆） | 陳燕柔、邱宇寬／《地球探險號》／國立教育廣播電臺                                                                          |
| 2021 （第56屆） | 唐妮、陳玥燊、張宸瑋／《MIT生態道館》／國立教育廣播電臺                                                                   |
| 2021 （第56屆） | Maruko姐姐【張琦蓁】／《夢想共和國》／臺北廣播電臺                                                                        |
| 2021 （第56屆） | 小青姐姐【李曉卿】、蒸氣哥哥【李知昂】／《顛覆！故事STEAM》／竹科廣播股份有限公司                                         |
| 2021 （第56屆） | 小茱姐姐【施賢琴】／《小發現大科學》／國立教育廣播電臺                                                                    |
| 2021 （第56屆） | 北原山貓【吳廷宏】、吳亦偉、吳蔚恩／《唱歌學族語、三貓教你唱》／財團法人原住民族文化事業基金會                            |
| 2022 （第57屆） | 小茱姐姐【施賢琴】、柏諺哥哥【黃柏諺】／《大耳朵探險家》／國立教育廣播電臺                                                |
| 2022 （第57屆） | 小茱姊姊【施賢琴】／《小蕃薯偵探隊》／國立教育廣播電臺                                                                    |
| 2022 （第57屆） | 小福爾【張韜昌】、小摩斯【陳詩宓】／《i動物進行式》／國立教育廣播電臺                                                     |
| 2022 （第57屆） | 彥如姐姐／《童話夢想家》／環宇廣播事業股份有限公司                                                                        |
| 2022 （第57屆） | 馬箏／《快樂敲敲門》／財團法人佳音廣播電台                                                                                |
| 2023 （第58屆） | 唐妮、蘇宥耕、郭閎業／《古的科學道館》／國立教育廣播電臺                                                                  |
| 2023 （第58屆） | 小茱姐姐【施賢琴】、柏諺哥哥【黃柏諺】／《大耳朵探險家》／國立教育廣播電臺                                                |
| 2023 （第58屆） | 小茱姊姊【施賢琴】／《小發現大科學》／國立教育廣播電臺                                                                    |
| 2023 （第58屆） | 江志倫、謝佼娟、葉又菁／《童話透中島》／正聲廣播股份有限公司                                                              |
| 2023 （第58屆） | 依娜【黃怡馨】、簡赫言／《走吧！尋找山林「痕」角色》／內政部警政署警察廣播電臺                                            |
| 2024 （第59屆） | 小茱姐姐【施賢琴】、柏諺哥哥【黃柏諺】／《Hashtag123》／國立教育廣播電臺                                                  |
| 2024 （第59屆） | 加菲、大軍／《前進吧，小怪獸探險號！》／內政部警政署警察廣播電臺                                                          |
| 2024 （第59屆） | 米淇淋劭瑜【簡劭瑜】、小海豚、小海龜、Salanya【藍詠馨】、俊孝【林俊孝】／《出發吧！鱻魚練習生》／內政部警政署警察廣播電臺 |
| 2024 （第59屆） | 凱西【楊映淳】／《孩是要冒險》／財團法人佳音廣播電台                                                                      |
| 2024 （第59屆） | 鋸玄哥哥【陳佾玄】、珍珍姐姐【李穎珍】／《耳公過來聽》／國立教育廣播電臺                                                  |
| 2025 （第60屆） | |
|                 | |
|                 | |
|                 | |
|                 | |

## 外部連結
- 廣播電視金鐘獎官方網站 （页面存档备份，存于）
- 歷屆廣播金鐘獎得獎入圍名單 （页面存档备份，存于），文化部影視及流行音樂產業局